# Artefact (archeologie)

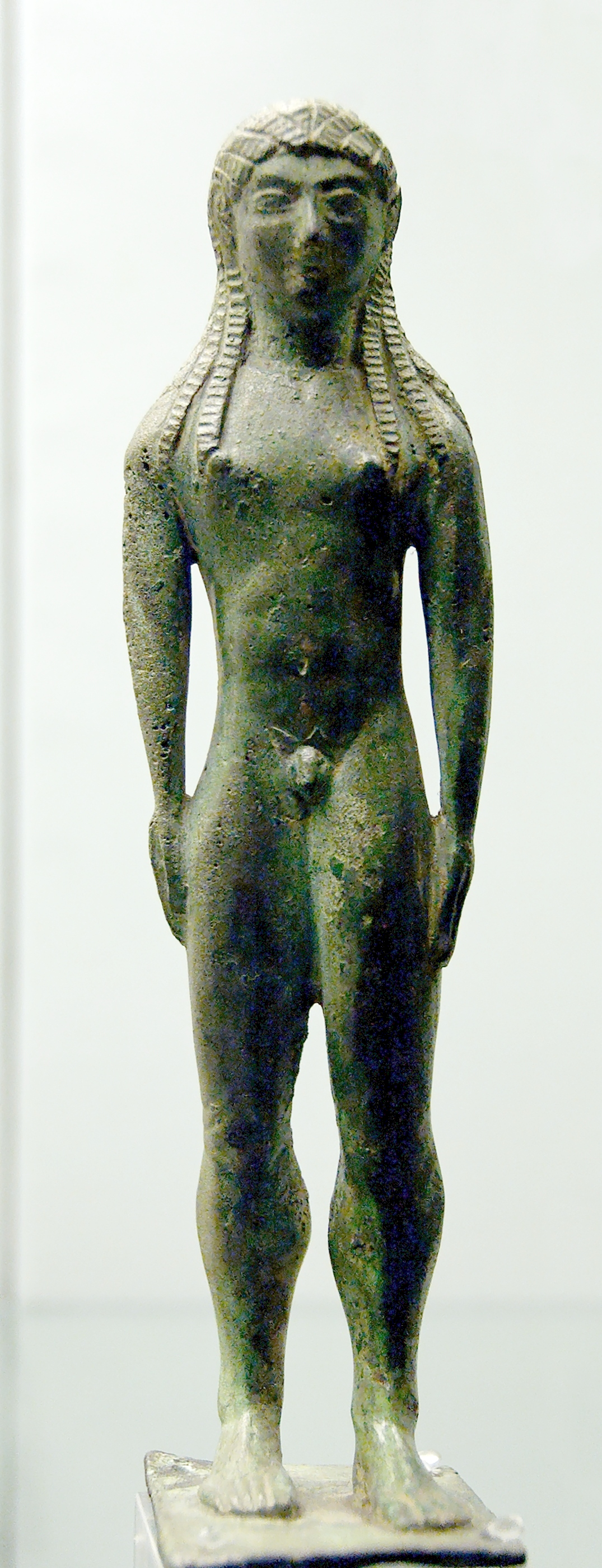
Een bronzen Etruskische anathema van een kouros. Herkomst Chiusi. ca. 550-530 v.C. British Museum, Londen

Een artefact (Latijn: arte factum, kunstmatig gemaakt) is ieder verplaatsbaar object in de archeologie dat door de mens is vervaardigd, bewerkt of gebruikt. Artefacten worden meestal bij archeologische opgravingen gevonden. Enkele voorbeelden van artefacten: een vuurstenen vuistbijl, een terracotta amfora, een bronzen fibula, een barnstenen kraal, textiel, een gouden munt, een benen vishaak etc. Een groep van artefacten die bij elkaar horen, bijvoorbeeld omdat zij in hetzelfde graf zijn gevonden, zijn een assemblage, ook wel de enigszins vage termen grafcontext, grafinboedel en bodemarchief. De materiële cultuur is het geheel aan artefacten en monumenten dat van een cultuur of van culturen is overgeleverd. In dat kader wordt soms ook wel gesproken van het archeologische bestand, direct ontleend aan het Engelse archaeological record.
Soms wordt er in de archeologie nader onderscheid gemaakt tussen vondsten op grond van doelbewuste vervaardiging of bewerking; artefacten zijn dan die objecten die doelbewust door de mens zijn vervaardigd of bewerkt en ecofacten de objecten die wel met de mens in aanraking zijn gekomen, maar niet door hem zijn vervaardigd. Dit betreft vaak natuurlijke materialen, bijvoorbeeld graanresten.

## Onderzoek
Artefactstudie is een belangrijk onderdeel van de archeologie, daar artefacten veel informatie verschaffen over het verleden. Niet alleen van het object zelf kunnen gegevens gegenereerd worden, maar ook en vooral van de situatie waarin het gevonden werd, de context: de ligging ten opzichte van andere artefacten, de stratigrafische positie en andere geologische condities verschaffen alle gegevens die bijdragen aan een zo volledig mogelijke reconstructie en duiding van het verleden. Voor wetenschappelijk onderzoek is een extra-contextueel (los) artefact in de regel veel minder bruikbaar dan een artefact in situ. Om die reden wordt de praktijk van het simpelweg uit de grond trekken van opgespoorde artefacten door amateurarcheologen en illegale opgravers afgekeurd door de wetenschappelijke wereld.

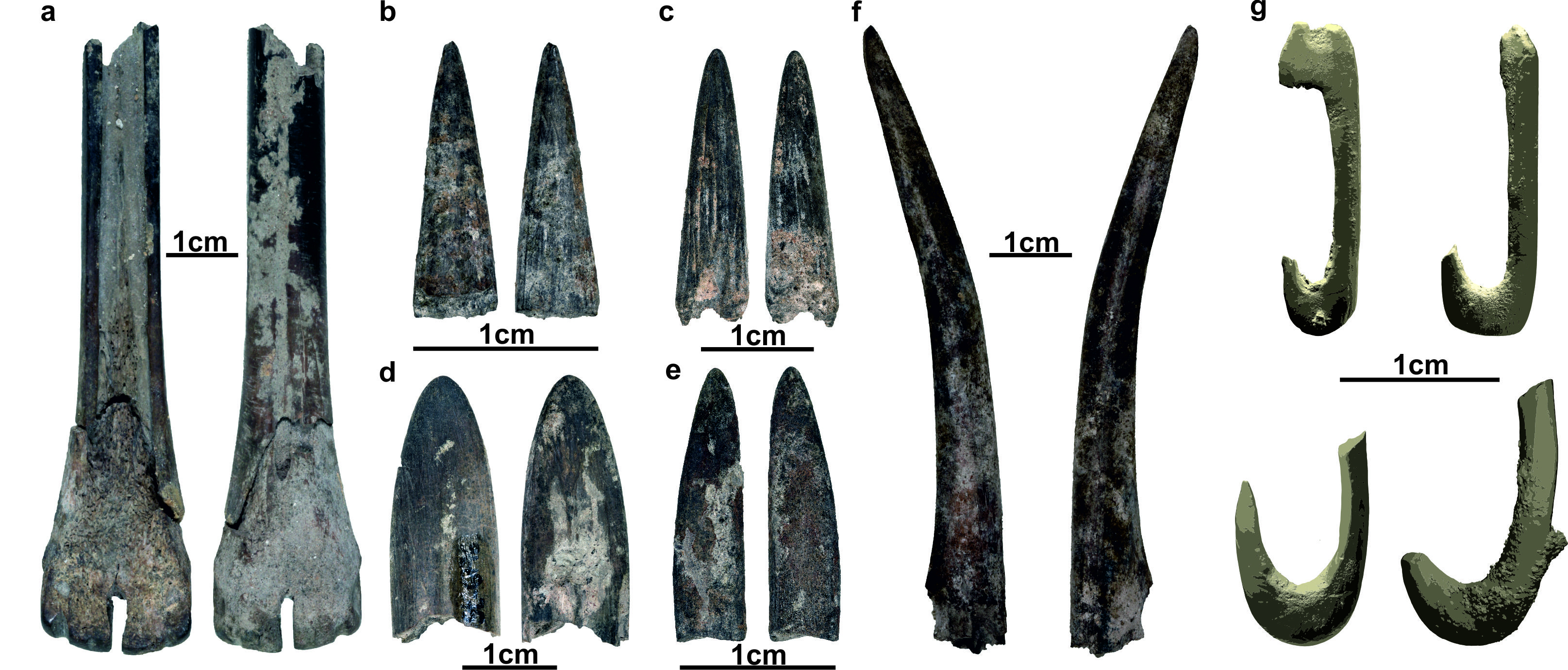
Artefacten in bot, archeologische plaats Lapa do Santo, Brazilië

Archeologen zijn onder andere geïnteresseerd in de ouderdom van artefacten. Het dateren van artefacten aan de hand van andere artefacten, hetzij uit dezelfde assemblage (bij voorkeur), hetzij middels overeenkomstige artefacten uit andere contexten (comparanda), is relatieve datering. De relatieve datering berust voor een belangrijk deel op comparatief stijlkritisch onderzoek. Gedateerde artefacten kunnen, als deze in de loop der tijd een lineaire stilistische ontwikkeling hebben doorgemaakt, in een typologische sequentie of typochronologie worden ondergebracht, ten dienste van de datering van nieuw materiaal. Problematisch voor de relatieve datering zijn uiteraard unieke, extra-contextuele artefacten, dat wil zeggen de losse objecten waarvan geen comparanda bestaan.
Sinds de oprichting van de moderne archeologie zijn er vele, vaak chemische en natuurkundige, technieken ontwikkeld om verschillende materialen (tamelijk) nauwkeurig te kunnen dateren. Dit noemt men absolute datering. Een bekende dateringsmethode is radiokoolstofdatering (14C-datering), waarmee organische materialen kunnen worden gedateerd. Andere technieken zijn bijvoorbeeld dendrochronologie, thermoluminescentiedatering en kalium-argon datering.